# N128 (België)
De N128 is een gewestweg in de Belgische provincie Antwerpen en verbindt de N14 in Meerle, een deelgemeente van Hoogstraten met de Nederlandse grens bij Ulicoten. De totale lengte van de N128 bedraagt ongeveer 3 kilometer.